# تشارلز ألبرايت
تشارلز ألبرايت Charles Albright (ولد 10 أغسطس 1933) هو سفاح أمريكي من دالاس في تكساس، أدين بقتل ثلاثة مومسات في عام 1991. تم وضعه في سجن كليمنز